# Benito Ramos
Benito Ramos Ramos (Guadalajara, 26 marzo 1913 – ...) è stato uno schermidore messicano.

## Biografia
Ha partecipato ai Giochi della XIV Olimpiade di Londra nel 1948, ai Giochi della XV Olimpiade di Helsinki nel 1952, ai Giochi della XVI Olimpiade di Melbourne nel 1956 ed ai Giochi della XVII Olimpiade di Roma nel 1960.

## Palmarès
In carriera ha conseguito i seguenti risultati:
- Giochi Panamericani:

Buenos Aires 1951: argento nel fioretto individuale.